# 張洪量
張洪量（1959年12月15日—），苗栗縣苗栗市人，生於新竹市，台灣男歌手、牙科醫師。
個別歌手，他的部分音樂風格也施影響於高楓和方大同

## 簡介
張洪量出身於客家家庭及醫生世家，畢業於師大附中、台北醫學院牙醫學系學士、美國紐約大學電影學系碩士。哥哥張上冠為東吳大學英文學系專任教授。從兄張上淳是台大醫學院院長及台大副校長
。張洪量曾正职做5年牙医，到28歲那年關閉診所，選擇歌手事業，1990年藉由〈你知道我在等你嗎？〉成為當紅歌手。94年由于一度醉心电影业，一度远赴纽约大学修读电影系，后因跟自己兴趣不符，放弃从事电影工作。
2000年，張洪量暫別歌壇，回到醫療行業重新成為一名牙醫。

## 私生活
張洪量與立陶宛籍體操選手吉卡特麗娜・瑟爾烏（Jekaterina Servut，暱稱Kate）於2008年結婚，育有1子1女。吉卡特麗娜・瑟爾烏於2021年底因肝硬化，在高雄長庚醫院進行換肝手術成功，1年後肝臟發生異常，於2022年不幸病逝。

## 为他人创作
- 李度 《走過太多》 （作曲）
- 趙傳 《看到日出就高歌》 （作詞）
- 羅文 《紅塵夢》 （作曲）、《亂世兒女》（作詞）、《輕松人生》（作詞）
- 周華健 《沒有永久的愛情》 （作曲作詞），《第一次約會》（作詞）
- 李明依 《放棄愛情放棄你》 （作曲），《自然就是這樣》（作詞）、《我不是對你演戲》（作曲作詞）、《Child》（作曲）、《空》（作曲作詞）
- 黃凱芹 《專心等你》 （作曲）
- 周葆元 《心中有話對你說》 （作曲作詞）
- 泰迪羅賓 《永遠活在青春期》 （作曲作詞）
- 楊林 《盲目》 （作曲作詞）
- 黃鶯鶯 《若沒有你》 （作曲作詞）
- 郭富城 《難道你現在還不知道》 （作曲作词）， 《心現在還在跳》 （作曲作词），《了解》 （作曲）
- 许茹芸 《看透》 （作曲作词）
- 林嘉欣 《有點想》 （作曲）《向日葵》（作詞）
- 于台煙 《女人的哭，女人的笑》 （作曲作詞）
- 萬芳 《寂寞》 （作曲）
- 莫文蔚 《廣島之戀》 （作曲作词）、《snack》 （作曲）、《午夜前的十分钟》 (作曲）、《Live for performance》 （作曲作词）、 《拆信》 （作曲）、《爱情》 （作曲作词）
- 張智霖 《毛衣》 （作曲）
- 许志安 《为什么你背着我爱别人》 （作曲）
- 范玮琪 《到不了》 （作曲）
- 江美琪 《我多麼羨慕你》 （作曲）
- 黃磊 《背影》 （作曲）
- 任賢齊、舒淇 《那一年，這一天》 （作曲）
- 郁可唯 《我的心給了你》 （作詞作曲），《為了你》（作曲）
- 林凡 《多情》 （作曲）

## 奖项
1990年度叱咤樂壇流行榜頒獎典禮得獎名單（商業電台主辦）
1. 叱咤樂壇至尊歌曲大獎：你知道我在等你嗎（華語版）[2][6]
2. 叱咤樂壇過江龍金獎：你知道我在等你嗎（華語版）
3. 叱咤樂壇男歌手上榜歌曲：你知道我在等你嗎（粵語版）

1990年度十大勁歌金曲得獎名單無綫電視（TVB）主辦
1. 最受歡迎國語歌曲金獎：你知道我在等你嗎（華語版）[2]

第十三屆十大中文金曲得獎名單（1990年）香港電台主辦
1. 你知道我在等你嗎（華語版）[2]

## 製作

### 演唱
- 主演三陽工業「三阳125」机车电视广告
- 电视广告歌曲《你知道我在等你吗》
- 1991年：参加香港十大中文金曲奖颁奖典礼
- 1992年：演唱电影《五个女子和一根绳子》主题曲
- 1992年：主演电影《在那遥远的地方》制作专辑
- 代表詠聲文化演唱《bpmf寶拉》

## 专辑
- 1987-08，祭文，音樂作品I，喜馬拉雅
- 1989-07，心愛妹妹的眼睛，音樂作品II，滾石唱片
- 1990-12，蛻變，音樂作品III，滾石
- 1992-04，有種，音樂作品IV，滾石
- 1993-01，整個給你（新歌+精選），音樂作品V，滾石
- 1994-11，隨欲，音樂作品VI，寶麗金
- 1995-07，老子有理，音樂作品VII，寶麗金
- 1996-09，歌声真洪量，宝丽金
- 1997-11，情定日落橋（新歌+精選），音樂作品VIII，滾石
- 2000-11，青春夢，音樂作品IX，滾石
- 2003，滚石香港黄金十年-张洪量精选
- 2004-04，全世界只有你不知道（新歌+精選），音樂作品X，滾石
- 2014-10，愛情神曲（EP），音樂作品XI，海蝶音樂
- 2015-12，Bpmf寶拉（單曲），音樂作品XII，北京誠利千代
- 2016-04，格陵蘭情書（單曲），音樂作品XIII，滾石

## 散曲
- 画眉之乐与愁  词、曲、编曲、制作人：张洪量

1992年：滚石唱片—张洪量《滚石九大天王Ⅰ》
- 孔子不要打我  词、曲、编曲、制作人：张洪量

1989年：滚石唱片—张洪量《新乐园》

## 著作
- 《黃書》（大塊文化、2013年） ISBN 978-986-213-414-6

## 演唱會
- 2016年6月11日－張洪量 你知道我在等你嗎 2016台北小巨蛋演唱會[8]

## 外部連結
- 官方網站 （页面存档备份，存于）
- 張洪量的Facebook專頁
- 張洪量Jeremy的新浪微博
- YouTube上的張洪量官方專屬頻道
- 張洪量的網易雲音樂主頁 （页面存档备份，存于）
- 張洪量在互联网电影资料库（IMDb）上的資料（英文）（英文）
- 張洪量在香港影庫上的簡介